# Guangzhou CTF Finance Centre
Guangzhou Chow Tai Fook Finance Centre é um arranha-céu em Cantão, China. É o segundo de duas torres gêmeas construídas com vista para o Rio das Pérolas. Foi concluído em 2016, com uma altura de 530 metros e 111 andares. O edifício é utilizado como um centro de conferências, hotel, observatório, shopping e edifício de escritórios. O Rosewood Hotels & Resorts é o componente hoteleiro da torre, que consiste de 251 quartos e 355 residências que ocupam os 16 andares mais altos do prédio.